# 池田順子
池田 順子（いけだ じゅんこ、1951年3月20日 - ）は日本の政治家・実業家。
福島県伊達市市議会議員。株式会社ダーマルラボの会長。株式会社ダーマルビューティーの会長。一般財団法人池田福祉財団の元評議員。

## 経歴
- 生年月日　1951年3月20日
- 出生地　　福島県伊達郡梁川町（現・伊達市）
- 出身校　　青葉学園短期大学家政科（現、東京医療保健大学）
- 現　職
  - 福島県伊達市市議会議員
  - 株式会社　ダーマルラボ会長[3]
  - 株式会社　ダーマルビューティー会長

## 親族
- 父、 池田善治（元福島県議会議長）
- 池田敏博（一般財団法人　池田福祉財団　理事長）
- 池田秀幸（医療法人　秀浩会　理事長）
- 池田浩之（医療法人　秀浩会　理事）

## 関係団体
- 福島県伊達市市議会
- 株式会社　ダーマルラボ
- 株式会社　ダーマルビューティー